# Заболотська Ольга Петрівна

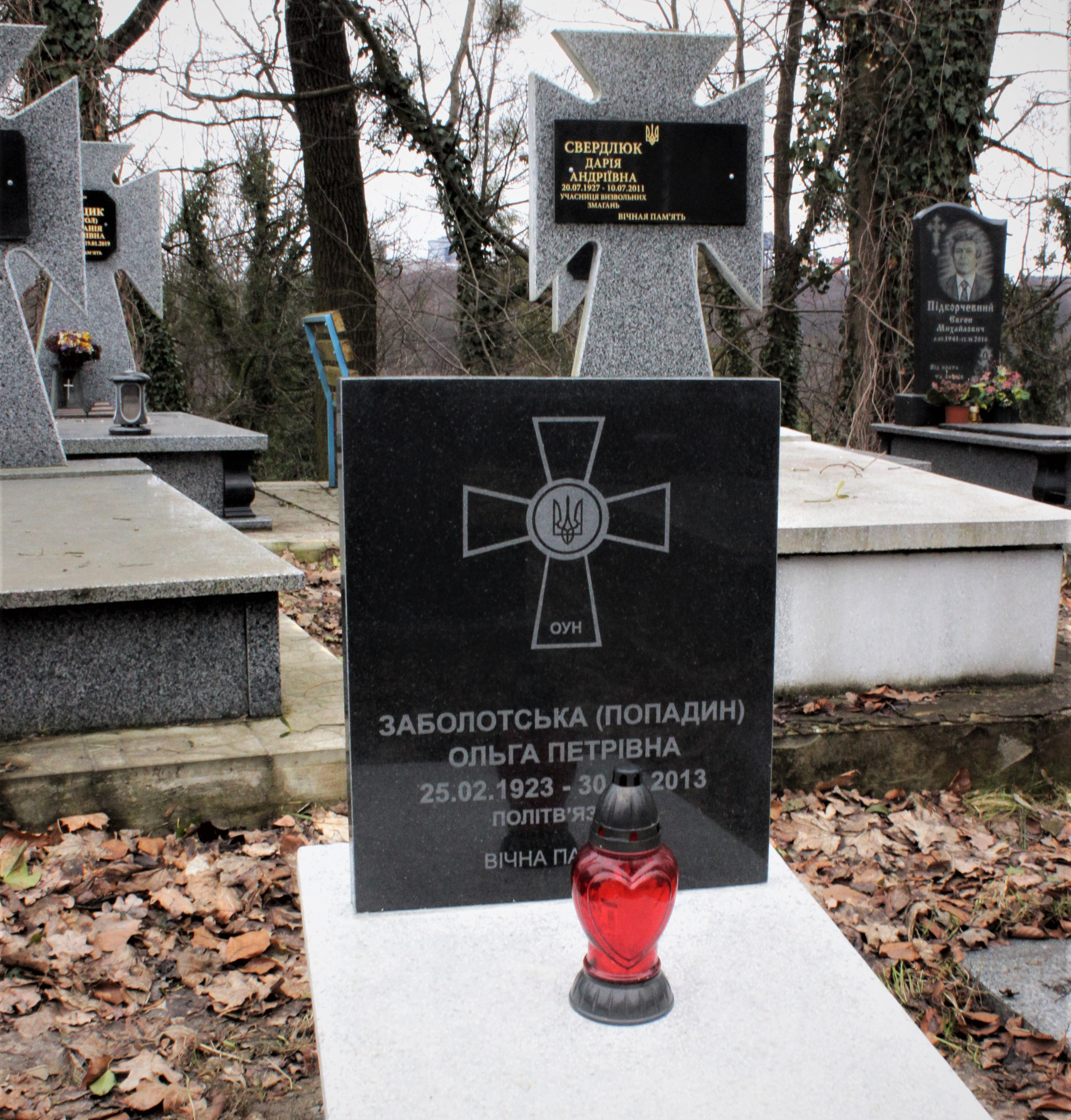
Надгробок на могилі О.Заболотської(Попадин).

Ольга Петрівна Заболотська ( 25 лютого 1923 — 31 серпня 2013) — член Організації українських націоналістів. Засуджена на так званому «процесі 59-ти» 1941 року.

## Життєпис
Народилася 25 лютого 1923 року у місті Львові, нині Україна.
Навчалася у «Рідній школі» ім. Короля Данила та ім. Т. Шевченка. Згодом вступила до торговельної гімназії, де навчалася до приходу радянської влади. З 1939 р. — член Юнацтва ОУН. Проводила вишкіл для молодших членів організації. Після приходу більшовиків у 1939 р. продовжувала свою діяльність в ОУН.
19 вересня 1940 року в результаті «Процесу 59-ти» заарештована. Перебувала під слідством у Замарстинівській тюрмі. 15 січня 1941 р. засуджена Львівським обласним судом на 10 років ув'язнення за діяльність в ОУН. Через неповноліття термін зменшили до 5 років ув'язнення і 3 років заслання.
У 1941 р. перебувала в тюрмі «Бриґідки», звідки їй вдалося визволитися з приходом гітлерівської армії. Під час нацистської окупації вступила в школу суспільної опіки та продовжувала діяльність в ОУН. У 1946 р. екстерном отримала атестат зрілості середньої школи й була зарахована до Львівського торгово-економічного інституту. Після закінчення інституту в 1950 р. вдруге заарештована та відправлена до тюрми «на Лонцького» (тут утримувалась 9 місяців). Без суду відправлена до табору в Мордовії. Після амністії в 1953 р. повернулася до Львова.
Померла 31 серпня 2013 на 90-му році життя. Похорон відбувся 1 вересня у храмі Вознесіння Господнього, що на Знесінні. Поховали Ольгу Попадин на 37 полі Личаківського цвинтаря.